# アンプティサッカー
アンプティサッカー（amputee soccer）は、主に上肢、下肢の切断障害を持った選手がプレーするサッカーである。競技は国際アンプティサッカー連盟（WAFF）が統括しており、日本でのアンプティサッカーは日本アンプティサッカー協会（JAFA）が統括する。
従来のような障害者スポーツに必要とされた専用の器具を必要とせず、日常の生活やリハビリ・医療目的で使用しているクラッチ(主にロフストランドクラッチ)で競技を行うため、足に障害を持つ人々にとっては、最も気楽に楽しめるスポーツとして海外、そして日本国内でも急速に普及・認知度が高まっている。

## ルール
基本的なルールは通常のサッカールールに準じるが、一部ルールを変更している。
- フィールドプレーヤーは下肢切断者、ゴールキーパーは上肢切断者が担当する。
- フィールドプレーヤーは移動のためにクラッチを使用するが、このクラッチをボール操作に使用することはできない（故意に触れた場合はハンドとなる）
- ゴールキーパーはペナルティエリアから出ることができない
- タッチラインをボールが割った場合は、スローインではなくキックインでゲームが再開される
- フィールドプレーヤーは転倒した状態でボールを蹴ることはできない
- オフサイドルールは適用しない
- 国際大会での試合時間は前後半25分の、計50分間で行われ、その間に10分間のハーフタイムがある

## 歴史
アンプティサッカーは1980年にアメリカで始まったとされている。

## 日本での歴史
日本での歴史は比較的浅く、2010年に元アンプティサッカーブラジル代表の日系3世エンヒッキ・松茂良・ジアスが来日したことをきっかけに普及活動が開始された。その後、義足製作を依頼していた財団法人鉄道弘済会の義肢装具士齋藤拓らの呼びかけのもと、日本初のアンプティサッカークラブFCガサルスが立ち上げられた。また、同時期に日本アンプティサッカー協会も設立された。
普及が始まったばかりで国内の競技人口は非常に少ない状況ではあったが、2010年第8回ワールドカップアルゼンチン大会へ約15名の選手団が派遣された（うちプレーヤー10名）。
その後、同年には神奈川・静岡を拠点とするTSA FCが設立、2011年には九州地区を拠点とするFC九州バイラオール、2012年には関西・中部地区を拠点とする関西Sete Estrelas(セッチエストレーラス)が設立された。
2012年10月には第9回ワールドカップロシア大会に参加、予選リーグ第5戦リベリア戦において初の勝ち点1を獲得した。
続く、2013年には広島県において中四国初のチームA-pfeile広島AFC(アフィーレ広島）、神奈川県川崎市にFCアウボラーダ川崎、さらに2014年には北海道地区においてAsilsfida北海道AFC（アシルスフィーダ北海道）、千葉にFCバンブルビー千葉が設立された。
2014年からは関東以外では初のJAFA主催の公式戦となる、レオピン杯Copa Amputeeが大阪市にて開催され、熱戦が繰り広げられた。
2014年12月に開催された第10回ワールドカップメキシコ大会では、予選リーグ初戦のアメリカ戦を1-0で下すと、第2戦トルコ戦では前回大会3位の強豪を3-0で撃破、第3戦イラン戦は不戦勝となり、予選グループE組を全勝勝ち点9で突破した。決勝トーナメント初戦ではアフリカの強豪、アンゴラと対戦、惜しくも0-1で敗戦しベスト8進出とはならなかった。
2023年3月現在、日本には全国各地に11チームのアンプティサッカーチームが活動しており、プレーヤーの数も100名を数えるほどになっている。

### 日本代表のワールドカップでの成績

#### 2010年ワールドカップアルゼンチン大会(2010/10/16〜10/24)
- 2010/10/16 予選リーグA組第1戦 日本VSアルゼンチン 0-8
- 2010/10/17 予選リーグA組第2戦 日本VSウクライナ 0-7
- 2010/10/18 予選リーグA組第3戦 日本VSフランス 0-6
- 2010/10/20 順位決定戦第1試合 日本VSエルサルバドル 0-4
- 2010/10/22 順位決定戦第2試合 日本VSフランス 1-3

#### 2012年ワールドカップロシア大会(2012/10/6〜10/14)
- 2012/10/7 予選リーグ第1戦 日本VSウクライナ 1-2
- 2012/10/8 予選リーグ第2戦 日本VSウズベキスタン 0-6
- 2012/10/9 予選リーグ第3戦 日本VSイギリス 0-7
- 2012/10/10 予選リーグ第4戦 日本VSトルコ 0-13
- 2012/10/11 予選リーグ第5戦 日本VSリベリア 4-4
- 2012/10/13 順位決定戦 日本VSポーランド 2-2(PK 3-4)

#### 2014年ワールドカップメキシコ大会(2014/11/30〜12/7)
- 2014/11/30 予選リーグE組第1戦 日本VSアメリカ 1-0
- 2014/12/1 予選リーグE組第2戦 日本VSトルコ 3-0
- 2014/12/2 予選リーグE組第3戦 日本VSイラン 3-0(不戦勝）
- 2014/12/4 決勝トーナメント第1試合 日本VSアンゴラ 0-1

#### 2018年ワールドカップメキシコ大会(2018/10/27～11/6)[2]
- グループリーグ第1戦 日本VSコスタリカ 1-0
- グループリーグ第2戦 日本VSコロンビア 0-3
- グループリーグ第3戦 日本VSポーランド 2-0
- 決勝トーナメント1回戦 日本VSメキシコ 0-2
- 順位決定戦1回戦 日本VSコロンビア 1-0
- 順位決定戦2回戦 日本VSケニア 2-1
- 順位決定戦3回戦 日本VSハイチ 1-2 (最終順位：10位)

#### 2022年ワールドカップトルコ大会(2022/9/30～10/9)[3]
- グループリーグ第1戦 日本VSドイツ 3-0
- グループリーグ第2戦 日本VSコロンビア 3-1
- グループリーグ第3戦 日本VSメキシコ 2-0
- ノックアウトステージ1回戦 日本VSタンザニア 1-3
- 順位決定戦1回戦 日本VSアメリカ 4-3
- 順位決定戦2回戦 日本VSイングランド 0-2
- 順位決定戦3回戦 日本VSコロンビア 3-1 (最終順位：11位)

## アンプティサッカーワールドカップ
ワールドカップはおよそ2年に１度の割合で開催されている。2010年はアルゼンチンのエントレリオス州内の4都市にて開催された（2010年10月16日〜10月24日）。
次回の2012年は日本での開催が予定されていたが、諸事情により開催を断念することとなった。その後、国際アンプティサッカー連盟により、ロシア・カリーニングラードにて2012年大会を開催することになったが、この2012年大会は急遽代替開催となったため、参加チーム数は12チームで行われた。
2018年大会からは4年ごとの開催となり、2022年大会はトルコのイスタンブールで24チームが参加して行われた。
| 回数   | 年   | 開催国         | 参加国数 | 優勝国         | 2位            | 3位            |
| ------ | ---- | -------------- | -------- | -------------- | -------------- | -------------- |
| 第1回  | 1998 | イングランド   | 6        | ロシア         | ウズベキスタン | ブラジル       |
| 第2回  | 2000 | アメリカ       | 6        | ブラジル       | ロシア         | ウクライナ     |
| 第3回  | 2001 | ブラジル       | 6        | ブラジル       | ロシア         | イングランド   |
| 第4回  | 2002 | ロシア         | 6        | ロシア         | ブラジル       | 不明           |
| 第5回  | 2003 | ウズベキスタン | 4        | ウズベキスタン | ブラジル       | ロシア         |
| 第6回  | 2005 | ブラジル       | 6        | ブラジル       | ロシア         | イングランド   |
| 第7回  | 2007 | トルコ         | 12       | ウズベキスタン | ロシア         | トルコ         |
| 第8回  | 2010 | アルゼンチン   | 15       | ウズベキスタン | アルゼンチン   | トルコ         |
| 第9回  | 2012 | ロシア         | 12       | ウズベキスタン | ロシア         | トルコ         |
| 第10回 | 2014 | メキシコ       | 21       | ロシア         | アンゴラ       | トルコ         |
| 第11回 | 2018 | メキシコ       | 22       | アンゴラ       | トルコ         | ブラジル       |
| 第12回 | 2022 | トルコ         | 24       | トルコ         | アンゴラ       | ウズベキスタン |

## 日本アンプティサッカー選手権大会
国内に3チームが設立されたことを受け、2011年12月3日に日本で初めてとなる公式戦、「第1回日本アンプティサッカー選手権大会」が川崎市フロンタウンで開催された。
FCガサルス、TSA FC、FC九州バイラオールの全3チームが参加し、総当たり方式で大会が行われ、2勝をあげたFCガサルスが初代日本アンプティサッカー選手権大会チャンピオンの座に就いた。
以降毎年9月〜12月の時期に開催されており、2014年からはチーム数の増加により、東日本ブロック・西日本ブロック予選も各地で開催されるようになった。
2015年の第5回大会では、会場を川崎市フロンタウンから、富士通スタジアム川崎に場所を移し、国際試合と同じ規格のコートで大会が開催されるようになった。
また、開催方式も前年の予選方式から一括開催に戻され、参加6チームによる、予選リーグ＋決勝トーナメントの全11試合の熱戦が繰り広げられた。
| 回数   | 年   | 優勝               | 準優勝             | 第3位                    |
| ------ | ---- | ------------------ | ------------------ | ------------------------ |
| 第1回  | 2011 | FCガサルス         | FC九州バイラオール | TSA FC                   |
| 第2回  | 2012 | FCガサルス         | FC九州バイラオール | TSA FC                   |
| 第3回  | 2013 | FC九州バイラオール | FCアウボラーダ川崎 | TSA FC 関西Sete Estrelas |
| 第4回  | 2014 | FCアウボラーダ川崎 | FC九州バイラオール | 関西Sete Estrelas        |
| 第5回  | 2015 | FC九州バイラオール | FCアウボラーダ川崎 | 関西Sete Estrelas        |
| 第6回  | 2016 | FCアウボラーダ     | FC九州バイラオール | 関西Sete Estrelas        |
| 第7回  | 2017 | FC九州バイラオール | FCアウボラーダ     | 関西Sete Estrelas        |
| 第8回  | 2018 | FC九州バイラオール | FCアウボラーダ     | 関西Sete Estrelas        |
| 第9回  | 2019 | FC九州バイラオール | 関西Sete Estrelas  | FCアウボラーダ           |
| 第10回 | 2022 | FCアウボラーダ     | FC TSｰONE 2022     | ガネーシャ静岡AFC        |

## トピック
2014年11月28日の日本経済新聞朝刊文化面で取り上げられた。寄稿者は、アンプティサッカー日本代表のエンヒッキ・松茂良・ジアス。